# Guaranita yaculica
Guaranita yaculica là một loài nhện trong họ Pholcidae. Loài này được phát hiện ở Argentina.